# Обратное граффити
Обратное граффити, также известное как граффити наоборот, анти-граффити или реверс-граффити, — метод создания временных или полупостоянных изображений на стенах или других поверхностях путём удаления с них грязи, копоти, автомобильных выбросов.   

## История создания
Родоначальником обратного граффити считается британский художник Пол Кёртис (англ. Paul Curtis), известный под псевдонимом Moose (с англ. — «Лось»). Кёртис придумал эту технику в 2004 году: будучи посудомойщиком в баре, он попробовал очистить стену кухни, почерневшую от табачного дыма, однако просто оттирать грязь было скучно. Так был зарождён новый жанр рисунков на стенах — реверс-граффити. В числе его первых и наиболее известных работ — оформление тоннеля «Broadway» в Сан-Франциско, важнейшей транспортной артерии города, ежедневно пропускающей через себя свыше 20 тысяч автомобилей и, как следствие, покрытой толстым слоем грязи и сажи от выхлопных газов. Вооружившись мочалками, моющими средствами и трафаретами, Moose за ночь изобразил на его стенах калифорнийские деревья и цветы.
Первым масштабным обратным граффити стала 300-метровая работа бразильца Алешандре Ориона под названием «Ossario» (с порт. — «Костница»), которая в 2006 году украсила стены тоннеля в Сан-Паулу. На ней были изображены черепа, которые, по словам художника, должны были «перенести катакомбу из ближайшего будущего в настоящее, чтобы показать людям, что прямо сейчас происходит трагедия — загрязнение воздуха». 26 июля властями города изображения в туннеле были смыты. 

## Коммерциализация
Как и в случае с традиционными граффити, обратные граффити также используются как форма наружной рекламы. Маркетологи называют такой вид объявлений «чистой рекламой» ввиду того, что она временная и создаётся с использованием безвредных или биоразлагаемых материалов. 
Среди компаний, рекламировавших свои продукты при помощи этого жанра, — такие холдинги, как «Microsoft», «Puma», «Starbucks», «Channel 4» и «Smirnoff».
В рамках кампании по борьбе с углекислым газом компания «IBM» совместно с художниками создали серию обратных граффити в метро, призывая предприятия снизить энергозатраты.

## Особенности создания
Основная идея создания обратных граффити в отличие от традиционных заключается не в нанесении краски на стены, а наоборот — в счищении определённым образом грязи или копоти с некой поверхности.
Идеальными местами для обратных граффити считаются грязные и пыльные стёкла, заборы, стены зданий и тоннелей. Некоторые художники используют для этих целей специально вырезанные трафареты, направляя мощную струю воды от мойки высокого давления на которые, и создают рисунки. Другие же пользуются лишь смоченными тряпками, щётками, кисточками и даже своими пальцами, превращая пыльные стёкла и корпуса автомобилей в произведения искусства.

## Легальность
Природа обратного граффити не несёт деструктивизма, при его создании не используются вредные вещества, поэтому создание таких рисунков можно отнести к легальной деятельности. Несмотря на это, в правительствах ряда стран идут по этому поводу споры, так как многие компании используют этот метод для рекламы, минуя все ограничения.